# Vakblad
Een vakblad is een tijdschrift dat gewijd is aan een bepaald vak, een beroep. Het eerste vakblad was voor mensen in de leerindustrie en verscheen eind 19e eeuw. Het ontstaan ervan had zijn  wortels in de industriële revolutie. Steeds meer mensen kregen een gespecialiseerde taak in fabrieken en werkplaatsen. Deze werknemers en natuurlijk ook hun bazen hadden daardoor behoefte aan speciale scholing. Er ontstonden daardoor specialisten, die zich meestal verenigden in beroepsorganisaties en ook een eigen blad, een vakblad, oprichtten.
Daar stond en staat informatie in over dat specifieke vak. Soms zeer gespecialiseerd, bijvoorbeeld hoe een nanometer te gebruiken bij een bepaald productieprocedé. Maar ook algemene informatie over bijvoorbeeld ontwikkelingen in het vak, nieuwe opleidingen, de toenemende of afnemende waarde van het vak, interviews en algemene opiniërende stukken over economie en eigen bedrijven.
De vakbladen werden vroeger bijna allemaal vervaardigd door de beroepsverenigingen zelf, die daarvoor speciale redacteuren aanstelden. Dat waren meestal vakgenoten of bestuursleden, die ook vaardig waren met de pen en een beetje hadden doorgeleerd. In de tweede helft van de vorige (20ste) eeuw wierpen grote uitgevers of drukkers zich ook op de vakbladen. Ze namen de exploitatie en vervaardiging over van zo'n vereniging. Of ze gingen zelf nieuwe vakbladen opzetten met professionele redacties. 
Dit laatste bleek vaak een lucratieve zaak, want er werd zo een platform gemaakt voor adverteerders. En uitgeverijen maken meestal bladen, ook vakbladen, om eraan te verdienen.
Elke zichzelf respecterende (vak)branche had of heeft zijn eigen periodiek. Bekende bladen zijn  De Ingenieur, Cobouw, Advocatenblad, Adformatie, Medisch Contact, Computable, Automatisering Gids, Management Team  en Bizz. De titels zeggen vaak voldoende over hun inhoud en de doelgroep. 
Daarnaast zijn er vakbondsbladen, die een combinatie zijn van informatie over de uitoefening van het vak en over arbeidsvoorwaarden en wat die vakbond allemaal voor de leden doet. Maar deze kunnen niet tot de echte vakbladen worden gerekend. Nederland kent zo'n 3800 vakbladen.
Tegen het einde van de 20e eeuw is de inhoud van vele vakbladen verschraald. Dit kwam doordat de verantwoordelijke organisaties de redactionele inhoud steeds meer delegeerden naar de uitgeverijen die belang hadden bij vlot leesbare, korte artikelen. Ook het beleid in de academische wereld, dat enkel publicatie in Engelstalige wetenschappelijke tijdschriften honoreert, heeft het niveau van de (Nederlandstalige) vakbladen doen dalen. Vele ervan zijn in wezen een soort knipselkranten geworden. Hiermee is er een kloof geschapen tussen de gespecialiseerde academische pers en de professionele praktijk.